# Troy (Vermont)
Troy es un pueblo ubicado en el condado de Orleans en el estado estadounidense de Vermont. En el año 2010 tenía una población de 1,662 habitantes y una densidad poblacional de 17.7 personas por km².

## Geografía
Troy se encuentra ubicado en las coordenadas 44°56′57″N 72°23′50″O / 44.94917, -72.39722.

## Demografía
Según la Oficina del Censo en 2000 los ingresos medios por hogar en la localidad eran de $31,705 y los ingresos medios por familia eran $35,104. Los hombres tenían unos ingresos medios de $26,576 frente a los $19,766 para las mujeres. La renta per cápita para la localidad era de $13,968. Alrededor del 11% de la población estaban por debajo del umbral de pobreza.